# Daniel Pérez i Masip
Daniel Pérez i Masip, més conegut com a Dani Pérez, (Barcelona, 24 de juliol de 1969) és un exjugador de bàsquet professional català. Amb 1,98 metres d'altura, ocupava la posició d'aler.
Durant la seva etapa com a jugador del TDK Manresa es va convertir en un dels millors anotadors nacionals de la lliga ACB. Posteriorment va formar part de la plantilla del 7Up Joventut que es proclamà campió de l'Eurolliga de 1994.

## Clubs
- 1988-90 ACB. RAM Joventut.
- 1990-92 ACB. TDK Manresa.
- 1992-94 ACB. 7Up Joventut.
- 1994-96 ACB. Baloncesto León.
- 1996-98 ACB. Caja San Fernando.
- 1998-99 LEB. C.B. Ciudad de Huelva.
- 1999-00 LEB. C.B. Granada.
- 2000-01 ACB. Cantabria Lobos.
- 2001-08 EBA. C.B. Montcada.

## Palmarès
- 1989-90 Copa Korac. RAM Joventut.
- 1993-94 Eurolliga. 7Up Joventut.